# Восточная (бухта)
Восточная — бухта на восточной стороне острова Рикорда. Открыта к востоку, вдается в материк на 0,9 км. Ширина у входа 1,43 км. Глубина до 19 м. Площадь поверхности — 0,97 км².
Бухта укрыта от западных и северо-западных ветров, но обращена на восток, в открытое море. Вследствие этого, в акватории бухты высока повторяемость высоких волн, и даже в тихую погоду здесь ощутима зыбь с открытого моря. Тем не менее, бух. Восточная используется как якорная стоянка маломерного флота.
Юго-западный и северо-восточный берега бухты скалистые и обрывистые. В вершине бухты расположен протяжённый песчано-галечниковый пляж. Его длина составляет 1,1 км. Ширина достигает 40 м в самой широкой части. На пляж выходит несколько источников пресной воды. В северной части бухты имеются осыпные склоны с выходами крупнозернистых дезинтегрированных гранитов кремового цвета, обрамлённых сверху густым широколиственным лесом. Подобные скальные выходы имеются лишь на острове Аскольд в вершине бух. Наездник. На высоких обрывах у входных мысов бухты имеются видовые площадки. В вершине бухты, на перешейке, установлена большая скамейка, как артобъект. Бухта является популярным местом летнего отдыха.